# 金永吉 (歌唱家)
金永吉（朝鲜语：／ Gim Yeong-gil；1909年9月7日—1985年8月17日），日本名永田絃次郎（日语：／ Nagata Genjirō），歌唱家。

## 生平
金永吉出生於大韓帝國时期的平壤府，由於其唱歌天賦，他先後在1933年和1934年贏得了全國唱歌比賽的第二位，並得到日本帝國的賞識。其後，他先後為日本國王唱片灌錄和演唱如《爱国行进曲》、《愛馬進軍歌》、《出征兵士送別歌》和《紀元二千六百年》等軍歌和歌頌日本天皇的歌曲。因此，他在日本享有超然的地位，並過著優渥的生活。
1960年，金永吉響應朝鲜民主主义人民共和国領袖金日成的歸國運動，乘船返回朝鲜。回國後，朝鲜以盛大排場歡迎金永吉的歸來，金日成又授與他各種榮譽。然而，朝鲜又批評金永吉曾唱過的歌曲《我的太陽》具有資本主義色彩，隨後更被冠以間諜罪而被投進勝湖里集中營，最終被處死。也有脫北者稱他是死於集中營的煤矿中。但日本的《产经新闻》則表示，金永吉後來獲釋，並被政府平反，並於1985年8月17日逝世於家中。
因其在二戰期間向日本當局獻唱多首軍歌等行為，大韩民国政府認定其為親日反民族行為者。

## 資料來源
1. ↑  高崎宗司、朴正鎮編著 第41頁
2. ↑  李古樂、姜哲煥 《平壤水族館》 第58頁
3. ↑  . 한국일보. 2021-12-06  [2022-07-25]. （原始内容存档于2022-07-25） （韩语）.